# Laura Bruschini
Laura Bruschini (Lecco, 26 augustus 1966) is een voormalig beachvolleyballer uit Italië. Met Annamaria Solazzi werd ze driemaal Europees kampioen en nam ze eenmaal deel aan de Olympische Spelen.

## Carrière
Bruschini debuteerde in 1994 met Caterina de Marinis in de FIVB World Tour bij het Grand Slam-toernooi van Carolina. Het tweetal vormde vervolgens twee seizoenen een team en nam deel aan tien internationale toernooien met twee negende plaatsen (Busan en Santos) als beste resultaat. In 1996 speelde Bruschini drie wedstrijden met Cristiana Parenzan, voordat ze een duo met Annamaria Solazzi vormde. Bruschini en Solazzi wonnen datzelfde jaar de bronzen medaille bij de Europese kampioenschappen in Pescara ten koste van het Deense duo Camilla Funck en Pernille Jørgensen. Verder namen ze deel aan vier toernooien in de World Tour waarbij ze enkel toptienklasseringen behaalden; in Espinho en Oostende eindigden ze als vijfde. Het seizoen daarop deden ze mee aan acht reguliere FIVB-toernooien met twee zevende plaatsen (Pescara en Salvador) als beste resultaat. In Los Angeles nam het duo verder deel aan de eerste wereldkampioenschappen beachvolleybal; ze bereikten de achtste finale waar ze werden uitgeschakeld door de Amerikanen Lisa Arce en Holly McPeak. In eigen land wonnen Bruschini en Solazzi bovendien de Europese titel ten koste van hun landgenoten Daniela Gattelli en Lucilla Perrotta.
In 1998 namen ze deel aan acht toernooien in de World Tour – waaronder de Goodwill Games in New York – waarbij ze tweemaal als vierde eindigden (Osaka en Dalian). Ook bij de Goodwill Games eindigde het tweetal als vierde nadat de wedstrijd om het brons verloren werd van Arce en McPeak. Bij de EK in Rodos wonnen Bruschini en Solazzi de bronzen medaille door de Zwitsers Margot Schläfli en Nicole Schnyder-Benoit in de troostfinale te verslaan. Het daaropvolgende seizoen begon het duo met twee negende plaatsen bij de Open-toernooien van Acapulco en Toronto. Bij de WK in Marseille verloren ze in de tweede ronde van het Braziliaanse tweetal Adriana Bento Buczmiejuk en Monica Paludo waarna ze in de herkansing gelijk werden uitgeschakeld door de Australiërs Angela Clarke en Natalie Cook. Na afloop van het toernooi volgden in de World Tour twee negende (Espinho en Osaka) en een zevende plaats (Dalian). In Palma de Mallorca werden Bruschini en Solazzi vervolgens voor de tweede keer Europees kampioen door Anabelle Prawerman en Cécile Rigaux uit Frankrijk in de finale te verslaan. Ze sloten in november het seizoen af met een zeventiende plaats bij het Open-toernooi van Salvador.
In 2000 speelde het duo zeven wedstrijden in de mondiale competitie met twee vijfde plaatsen (Cagliari en Dalian) als beste resultaat. Daarnaast speelde Bruschini twee internationale wedstrijden met Gatelli en een met De Marinis.In Getxo prolongeerden Bruschini en Solazzi hun Europese titel tegen de Duitsers Danja Müsch en Jana Vollmer. Bij de Olympische Spelen eindigden ze als vijfde nadat ze de kwartfinale van de latere kampioenen Kerri Pottharst en Natalie Cook verloren hadden. Het jaar daarop deed het tweetal mee aan zes reguliere FIVB-toernooien. Ze eindigden daarbij tweemaal als zevende (Gran Canaria en Espinho) en eenmaal als negende (Cagliari). Bij de WK in Klagenfurt bereikten ze de kwartfinale waar ze werden uitgeschakeld door het Tsjechische duo Eva Celbová en Soňa Nováková. In 2002 namen Bruschini en Solazzi deel aan zeven toernooien in de World Tour; ze eindigden als vijfde in Madrid en als negende in Rodos en Mallorca. Bij de EK in Bazel verloren ze in de derde ronde van Gattelli en Perrotta; in de herkansing werden ze vervolgens uitgeschakeld door Stephanie Pohl en Okka Rau uit Duitsland.
Het jaar daarop kwamen ze bij negen toernooien op het mondiale niveau niet verder dan een negende plaats in Gstaad. In Rio de Janeiro strandde het duo bij de WK in de groepsfase nadat ze geen enkele set wisten te winnen. In 2004 speelden Bruschini en Solazzi elf wedstrijden in de World Tour met een negende plaats in Milaan als beste resultaat. Bij de EK in Timmendorfer Strand bereikten ze de kwartfinale waar het Zwitserse duo Simone Kuhn en Nicole Schnyder-Benoit te sterk was. Het daaropvolgende seizoen vormde Bruschini een team met Diletta Lunardi. Bij vijf reguliere FIVB-toernooien waren twee dertiende plaatsen (Shanghai en Gstaad) het beste resultaat. Daarnaast deden ze mee aan de WK in Berlijn. Daarbij verloren ze in de tweede ronde van het Duitse duo Rieke Brink-Abeler en Hella Jurich, waarna ze in de herkansing definitief werden uitgeschakeld door de Canadezen Marie-Andrée Lessard en Sarah Maxwell. In juli 2005 speelde Bruschini met Perrotta in Parijs haar laatste toernooi in de World Tour

## Palmares
Kampioenschappen
- 1996:  EK
- 1997:  EK
- 1997: 9e WK
- 1998:  EK
- 1999:  EK
- 2000:  EK
- 2000: 5e OS
- 2001: 5e WK